# MOMO natural
MOMO natural（モモ ナチュラル）は、岡山県に本社を置く株式会社脇木工（英: Waki Woodwork co.ltd）の家具ブランドである。

## 概要
1953年（昭和28年）に、『脇商店』として創業。1964年（昭和39年）に社名を『株式会社脇木工』に変更して法人化。
1994年（平成6年）9月に、MOMO naturalの前身となる卸事業部の『MOMO HOUSE』を立ち上げ。
1997年（平成9年）9月には『MOMO HOUSE 自由が丘店』をオープンし、自社で製造した家具の小売り販売を開始。
2001年（平成13年）7月に、自由が丘店の店名を『MOMO natural 自由が丘店』に変更した後は、横浜、名古屋、梅田など地方の都市部を中心に出店を続け、現在では国内に9店舗を有する。
2021年（令和3年）3月には、自由が丘店を現在の場所（東京都目黒区自由が丘2-8-17）に移転。当初10坪（約33m2）しかなかった売り場面積は、移転に伴い1F - 3Fの460m2と大幅に拡大し、MOMO naturalの全店舗の中でも最大の売場面積を誇る。

## 店舗
全国に9店舗展開
関東地区
- MOMO natural 自由が丘店（東京都目黒区）
- MOMO natural 吉祥寺店（東京都武蔵野市吉祥寺）
- MOMO natural 豊洲店（東京都江東区）
- MOMO natural みなとみらい店（神奈川県横浜市西区）
- MOMO natural TOKYO-BAY店（千葉県船橋市）

東海・北陸地区
- MOMO natural 名古屋店（愛知県名古屋市中区）

近畿地区
- MOMO natural 大阪店（大阪府大阪市浪速区）
- MOMO natural 梅田店（大阪府大阪市北区）
- MOMO natural 西宮店（兵庫県西宮市）